# Fetița cu chibrituri (film)
Fetița cu chibrituri este un film românesc din 1967 regizat de Aurel Miheleș. Rolurile principale au fost interpretate de actorii Ana Szeles.

## Prezentare
Este o ecranizare după Fetița cu chibriturile de Hans Christian Andersen.

## Distribuție
Distribuția filmului este alcătuită din:
- Ana Széles